# 健體健身中心
健體健身中心（英語：TF Gym），是香港的一間健身中心，前身為「健體樂園」，由東主何國良於1984年成立，原址在灣仔莊士敦道，2001年遷到旺角登打士街栢裕商業中心，擁有戶外露台，佔地將近3萬平方英尺。2018年1月16日在店外張貼停業通告，結業前約有20至30名職員及健身教練、受影響會員估計大約有2000至3000人。據悉承名會方於2017年12月仍有推銷活動，未知是否涉及欺詐。部分苦主聲稱自己在加州健身倒閉後簽約健體健身中心，始料未及合約還剩幾個月未完，健身中心已經關門大吉，對於一再蒙受損失感到無奈。

「TF苦主聯盟」
2018年，旺角健體健身中心TF GYM在1月突然停業，身為會員之一的彭卓棋發起「TF苦主聯盟」，聯合超過400名苦主。要求健身中心賠償及退還儲物櫃的個人物品。發起人彭卓棋期望，健身中心負責人解釋事件，並促請警方徹查事件。 彭卓棋批評，健身中心在停業前大力促銷招收新會員，聯盟已將資料交予警方調查。其後在1月21日，彭卓棋亦舉行了記者招待會交代進展。 （页面存档备份，存于）

## 外部連結
- TF Gym健身中心宣傳片